# Dalil Benyahia
Dalil Benyahia, född 21 april 1990 i Stockholm, är en svensk före detta fotbollsspelare som senast spelade mittfältare för IK Sirius. 
Han skrev på för Vejle BK den 14 juli 2008. Han återvände efter cirka en månad till Brommapojkarna igen.
Dalil avslutade tvingades avsluta karriären i förtid på grund av bland annat den reumatiska sjukdomen Takayasus sjukdom. Han är idag verksam som agent.